# 98Lite
98lite es una utilidad para Windows 98 y Windows Me escrita por Shane Brooks. La cual elimina los componentes de Internet Explorer de Windows junto con otros componentes del sistema operativo que requieren que IE esté presente. 98lite fue uno de los primeros programas en proveer un método para eliminar Internet Explorer. Fue escrito en respuesta a la afirmación de Microsoft de que Internet Explorer estaba integrado en Windows y no podía ser quitado sin afectar otras características.

## Historia
98lite fue creado por Shane Brooks en la segunda mitad de 1998 poco después del lanzamiento original de Windows 98. La idea vino simplemente de la necesidad, en ese momento Brooks tenía una laptop lenta, la cual podía ejecutar el sistema operativo Windows 95 de forma fluida, pero Windows 98 era simplemente muy lento. A Brooks le gustó la estabilidad que Windows 98 ofrecía, así como también algunas de las otras características pero no necesitaba el navegador Internet Explorer. 
El 98lite original era un simple instalador basado en DOS que se ejecutaba después de la instalación de Windows 98, este instalador hacía modificaciones a una instalación fresca de Windows evitando la instalación de Internet Explorer y Active Desktop. La instalación de la primera versión de 98lite requería que el usuario extrajera ciertos archivos de un disco de Windows 95 para que 98lite usara la interfaz de Windows 95. Un segundo programa llamado Shell Swap intercambiaba la interfaz del Explorer con la del Explorer de Windows 95, la cual no contenía las características del Explorer de Windows Me y 98 siendo considerablemente más rápida y menos pesada, esto fue diseñado para instalaciones existentes de Windows 98 mientras que el 98lite original fue diseñado para instalaciones nuevas de Windows. Un tercer programa convertía los componentes "requeridos" en opciones agregables y removibles. Con la versión 2.0 de 98lite, los tres programas se combinaron en un solo programa, fácil de usar. El removedor de IE se combinó con el convertidor de componentes, haciendo a IE desinstalable y reinstalable con la opción Agregar/Quitar programas del Panel de Control así como los otros componentes, el usuario también podría escoger la interfaz de Windows 95 y mantener Internet Explorer instalado. El usuario tenía ahora tres opciones de instalación, la opción "elegante" permitía al usuario instalar 98lite con la interfaz de Windows 95 como en el lanzamiento original o podía escoger la opción "regorda" que usaba la interfaz de Windows 98 con algunas características de Active Desktop deshabilitadas. La opción final es "sobrepeso" la opción más pesada instalaba 98lite con la interfaz de Windows 98 y nada deshabilitado, pero Internet Explorer seguía removido. La versión 3.0 añadió soporte para Windows 98 Segunda Edición, una mejorada versión de Windows 98 con Internet Explorer 5.0 lo que hizo a 98lite desde 1.0 hasta el 2.0 obsoleto. La actual línea 4.x tiene varias mejoras, incluyendo corrección de errores y soporte para Windows Me. 98lite existe en los sabores Pro y Enterprise, y también existe un programa superior a 98lite llamado 98EOS. Aquí están listados todos los sabores de programas relacionados con 98lite.
98lite fue presentado al Departamento de Justicia de los Estados Unidos como evidencia de que Microsoft estaba monopolizando el mercado de navegadores.
Siguiendo el lanzamiento de Windows XP, 2000-XPLite fue lanzado como un método para remover componentes no deseados, incluyendo el navegador Internet Explorer de Windows 2000 y Windows XP. 2000-XPLite no usa la interfaz de texto como en el anterior 98lite.

## Alternativas a 98lite
Revenge of Mozilla es otra aplicación gratuita que remueve Internet Explorer de Windows 98 y restaura el explorer.exe de Windows 95. Hay dos versiones de este, una para el Windows 98 original, y otra para Win98 SE; no hay versión para Windows Me. Ya no está soportado, ni tampoco está siendo actualizado.
También existe una compañía separada de Lite-PC que produce instalaciones de Windows 98 y Me que son lo suficientemente pequeñas para ajustarlas fácilmente en microchips incrustados; tan pequeñas como 8MB, usando 98EOS. También hay varias alternativas gratuitas a este como Mindows y Nano98, que pueden proporcionar incluso archivos más pequeños, o una funcionalidad más amplia.

## Compatibilidad
Remover componentes de Windows puede afectar adversamente a programas que asumen que éstos están presentes. Notablemente, instalar cualquier versión de DirectX bajo un Windows con 98lite Windows requiere al menos la presencia temporal de PC Health. De lo contrario DirectX se niega a instalar, finalizando el intento de instalación con el mensaje de error "DirectX no pudo copiar un archivo requerido".

## Remoción de componentes en Windows NT
Con el éxito de 98lite, Shane Brooks decidió crear una funcionalidad similar con 2000-XPLite. El cual puede remover componentes "obligatorios" de Windows 2000 y Windows XP. Al contrario de 98lite, 2000-XPlite no instalará Windows sin los componentes. Y también al contrario de 98lite, ya existen alternativas a 2000-XPLite, como nLite. nLite evita que los componentes sean instalados en vez de removerlos de un sistema ya instalado. El sistema Windows NT no es tan 'comprimible' como la base 9x; con pocos proyectos de minimización NT5 por debajo de los 100 mb; comparados con los poco más de 5MB (o menos que los empacados con UPX de 5MB) de Nano98.